# 岡田結美子
岡田 結美子（おかだ ゆみこ、1970年6月22日 - ）は、日本棋院所属の囲碁女流棋士。東京都出身。旧姓「安倍」。安倍吉輝九段は実父、弟はイラストレーターの安倍吉俊。岡田伸一郎八段は夫。二女一男があり、岡田ファミリーのチームが「第8回文部科学大臣杯小学校囲碁団体戦」出場、予選で羽根直樹の娘達と対戦し、囲碁一家の三世対決という注目を集め、勝利を挙げた。

## 昇段・良績
- 1989年（平成元年） 入段
- 1992年（平成4年） 二段
- 1994年（平成6年） 三段
- 1996年（平成8年） 四段
- 2000年（平成12年） 通算200勝達成
- 2001年（平成13年） 五段
- 2002年（平成14年） 第4期女流プロ最強戦優勝
- 2003年（平成15年） 六段
- 2007年（平成19年） 通算300勝達成（286敗2持碁）

### タイトル
- 女流プロ最強戦 1期（第4期）